# 孔宗旦
孔宗旦（？—1052年），字公韩，北宋兖州曲阜人，孔子四十六代孫，祖父孔冕，曾祖父文宣公孔仁玉。
孔宗旦与李师道、徐程、尚同四人为监司耳目，号为“四瞠”。担任为邕州司户参军，得知侬智高想要起事反宋，写信告知州陈珙，陈珙不听。侬智高攻破横川，孔宗旦与陈珙亲往桂州，以己有官守，仍留邕州。既而横州城破被俘，侬智高想让他为己所用，不屈不降，于是被害，赠太子中允。